# Abarth-Osella PA1
L'Abarth-Osella PA1 è una vettura da competizione realizzata dalla Osella in collaborazione con l'Abarth nel 1973.

## Contesto
Osella aveva rilevato il materiale Abarth e le barchette due litri schierate nell'Europeo Sport del 1972. Nel 1973 la vettura venne evoluta, assumendo la nuova denominazione.

## Tecnica
La vettura è stata denominata PA-1 (Prototipo Alberto-1) in onore dell'ingegner Alberto Guerrato, spirato in quell'anno.
| La vettura aveva un telaio in tubi quadri d'acciaio con pannellatura in alluminio incollata e rivettata. Al posteriore un telaio in tubi tondi supportava il motore, il cambio e le sospensioni, un montante serviva da supporto per i bracci superiori delle sospensioni, quelli inferiori erano invece imbullonati ad una piastra sotto al cambio. Le sospensioni erano dotate di barra di torsione su entrambi gli assi, i freni posteriori erano affiancati al cambio Hewland FG 400. Il motore era il 4 cilindri Abarth tipo E da due litri, bialbero, quattro valvole per cilindro e iniezione Lucas, erogava una potenza 270 CV a 8.700 giri saliti a 285 nella versione G. Originariamente la PA1 aveva due piccoli alettoni posteriori, posti al margine della carrozzeria che furono subito sostituiti da un’ala unica per ottenere un maggior carico aerodinamico. L'Abarth-Osella PA1 fu costruita in 10 esemplari. |

Coppa Intereuropa, Monza 2005 Abarth Osella PA1-08 Ford FVC - 1973
| The first tests on the track were carried out by Enzo Osella himself, in 1973, on a cold and wet January afternoon at the Morano Po circuit, then the PA1 was tested by Arturo Merzario at Misano, but the tests were disturbed by bad weather condition. The car was later tested at Vallelunga, always by Merzario together with Nanni Galli. Galli, however, in an accident, damaged the car (and himself). Further tests were carried out at Fiorano and the latest development at Vallelunga, led Merzario to obtain very promising fast lap times. The European 2-litre Sports Car Championship started at the Paul Ricard circuit, on April 8, 1973 and the season ended after eight round, with the Barcelona 400 Km, at the Montjuich circuit. At the wheel of the Abarth-Osella PA1 in 1973 ran, in addition to Arturo Merzario, also Vittorio Brambilla, Nanni Galli, Dieter Quester, Giorgio Pianta, Jean-Claude Andruet, Henri Pescarolo, Derek Bell, Franco Pilone, Juan Fernandez, Pino Pica, Francisco Torredemer and Christian Melville who brought the Abarth team to third place in the final ranking, behind Lola and Chevron. Only 2 victories were achieved in 1973. Vittorio Brambilla won the "Coppa città di Enna" at Pergusa on August 15 and Arturo Merzario won the Nürburgring 500km on September 2. The European Sports Car Championship was won by Crowne Racing's Lola T292 driven by Chris Craft. | I primi collaudi in pista furono eseguiti dallo stesso Enzo Osella, nel 1973, in un gelido e bagnato pomeriggio di gennaio all’autodromo di Morano Po, poi la PA1 fu collaudata da Arturo Merzario a Misano ma le prove furono disturbate dal maltempo. In seguito la vettura fu testata a Vallelunga, sempre con Merzario insieme a Nanni Galli. Galli però in un incidente, danneggiò la vettura (e se stesso). Ulteriori collaudi furono eseguiti a Fiorano e l’ultima messa a punto, a Vallelunga, portò Merzario ad ottenere tempi molto promettenti. Il campionato europeo sport 2000, inizio al circuito di Paul Ricard, l’8 aprile 1973 e la stagione si concluse dopo otto prove con la 400Km di Barcellona, su circuito di Montjuich. Al volante delle Abarth-Osella PA1 nel 1973, oltre ad Arturo Merzario, corsero anche Vittorio Brambilla, Nanni Galli, Dieter Quester, Giorgio Pianta, Jean-Claude Andruet, Henri Pescarolo, Derek Bell, Franco Pilone, Juan Fernandez, Pino Pica, Francisco Torredemer e Christian Melville che portarono la squadra Abarth al terzo posto finale, dietro Lola e Chevron. Solo 2 vittorie furono ottenute nel 1973. Vittorio Brambilla vinse la “Coppa città di Enna” a Pergusa il 15 agosto e Arturo Merzario vinse la 500Km del Nürburgring il 2 settembre. Il campionato europeo fu vinto dalla Lola T292 del Crowne Racing pilotata da Chris Craft. |

Lola T292 BDG #HU55 - 1973
Photo gallery: Coppa Intereuropa, Monza 2010 Abarth Osella PA1-04 - 1973
Coppa Intereuropa, Monza 2010
| Photo gallery: Silver Flag 2019 - Abarth Osella PA1 1973 | Vernasca Silver Flag 2019 |

Photo gallery: Coppa Intereuropa, Monza 2005 Abarth Osella PA1-08 Ford FVC - 1973
Photo gallery: Coppa Intereuropa, Monza 2010 Abarth Osella PA1-09 Ford FVC - 1973
Coppa Intereuropa, Monza 2010
|  |  |  |  |

|  |  |  |  |

Il telaio è composto da un reticolo di tubi quadri rivestiti da una pannellatura in alluminio rivettanta ed incollata. 
Le sospensioni con schema a quadrilatero erano dotate di barre antirollio all' anteriore ed al posteriore, i freni erano a disco ventilati.
Il propulsore di origine Abarth da quasi due litri aveva alberi a camme in testa, quattro valvole per cilindro e iniezione Lucas. Esso erogava la potenza di 270 CV a 8.700 giri al minuto abbinato ad un cambio Hewland FG 400.

## Attività sportiva
Della vettura furono costruiti all'incirca dieci telai. Per la stagione 1973 l'auto venne affidata ai piloti Vittorio Brambilla e Arturo Merzario, i quali, ottenendo due vittorie complessive, posizionarono la PA1 al terzo posto finale dietro la Lola e la Chevron.

## Telai

### PA1-04
Il telaio PA1-04 è stato affidato ad Arturo Merzario, il quale conquistò la vittoria nella 500 km del Nürburgring. L'auto è stata ultimamente restaurata in Inghilterra.

### PA1-08
Il PA1-08 è stato fornito al pilota Luciano Ottero nella stagione 1973, per poi essere rivenduto al collezionista Francesco Molino. Recentemente la vettura è stata restaurata in Gran Bretagna.